# Cryptantha marticorenae
Cryptantha marticorenae är en strävbladig växtart som beskrevs av J. Grau. Cryptantha marticorenae ingår i släktet Cryptantha, och familjen strävbladiga växter. Inga underarter finns listade i Catalogue of Life.